# Skrýše
Jeskyně Skrýše (Komenského jeskyně) vznikly na příkrém severovýchodním svahu výrazného zalesněného Libotovského hřbetu pod vrcholem Dehtovská horka, tvořeném svrchnokřídovými pískovci. Nad rekreačním objektem Poklad vznikly zajímavé povrchové i podzemní útvary (rozsedliny, skalní výchozy, sutě a pseudokrasové jeskyně). Jeskyně nazývaná Skrýše je dlouhá 28,5 metru, úzká a nejvíce 6 metrů vysoká. Otevírá se malým vstupem při vrcholu hřbetu. Údajně se v ní skrýval Jan Ámos Komenský při svém pobytu v Bílé Třemešné v letech 1626–1628.